# Pangeia Próxima

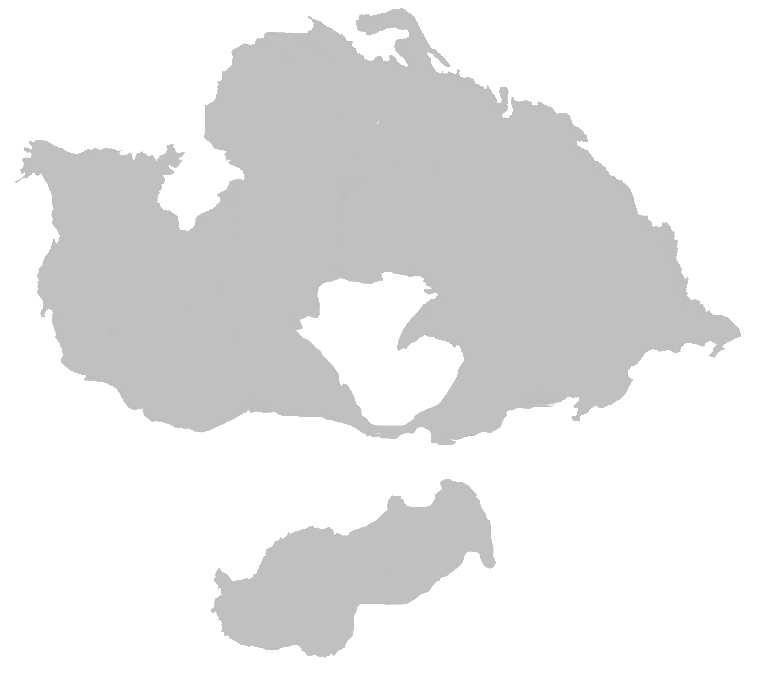
Uma aproximação aproximada da Pangeia Próxima de acordo com o modelo inicial no site do Projeto Paleomap. O mar central é o "Mar Medi-Pangéu". O modelo mais recente inclui a Austrália e a Antártida entre a América do Sul e o sudeste da Ásia, ao sul do Mar Medi-Pangéu.

Pangaea Próxima (também chamada de Pangaea Ultima, Neopangaea e Pangaea II) é uma possível configuração futura de um supercontinente. De acordo com o ciclo dos supercontinentes, a Pangaea Próxima pode se formar nos próximos 250 milhões de anos. Essa configuração potencial, hipotetizada por Christopher Scotese em novembro de 1982, recebeu esse nome devido à sua semelhança com o antigo supercontinente Pangaea. Posteriormente, Scotese alterou o nome de Pangaea Ultima ("Última Pangaea") para Pangaea Proxima ("Próxima Pangaea") para evitar confusão, já que o termo "Ultima" poderia sugerir que seria o último supercontinente. O conceito foi sugerido com base na extrapolação de ciclos passados de formação e fragmentação de supercontinentes, e não em uma compreensão teórica dos mecanismos de mudança tectônica, que são imprecisos demais para projetar algo tão distante no futuro. "No fundo, é tudo bastante fantasioso", disse Scotese. "Mas é um exercício divertido pensar no que pode acontecer. E só é possível fazer isso se você tiver uma ideia muito clara do porquê as coisas acontecem em primeiro lugar."
Supercontinentes descrevem a fusão de toda, ou quase toda, a massa terrestre da Terra em um único continente contíguo. No cenário da Pangaea Proxima, a subducção no Atlântico ocidental, a leste das Américas, leva à subducção da dorsal mesoatlântica, seguida pela destruição das bacias do Atlântico e do Índico, fazendo com que os oceanos Atlântico e Índico se fechem e aproximando novamente as Américas da África e da Europa. Como em outros supercontinentes, presume-se que as áreas interiores da Pangaea Proxima se tornem desertos semiáridos e úmidos, propensos a temperaturas extremas de até 55°C. A maioria dos mamíferos terrestres, incluindo os descendentes dos humanos, pode ser levada à extinção (comparável ao evento de extinção do Permiano-Triássico) devido a essas condições ambientais.